# 殷理基家族
殷理基家族（葡萄牙語：Nolasco da Silva）是澳門土生葡人的名門望族。该家族1920年由殷理基开创，在1999年澳門回歸中國之前，家族業務包括:
- 旅遊: 機票和旅遊代理
- 啤酒: 嘉士伯啤酒、洋酒出入口商
- 紡織
- 土木工程: 政府工程
- 石油化工: 無比電油（現稱為美孚石油）

## 相關
- Frederico Joao，家族第六代，曾任澳門足球協會主席
- Henirique Francisco，殷理基家族主持人，曾任澳門市政廳副主席
- 殷理基洋行，殷理基家族資產。 [1]
- 殷飛歷，殷理基家族成員，歐文龍的生意伙伴。 [2]
- 梁洛施[3]，葡澳混血香港著名女歌手、演员、模特，李泽楷三名儿子的生母。